# Caso de los pasaportes falsos en Paysandú de 1979
El caso de los pasaportes falsos de la Selección Sub-20 chilena fue un escándalo ocurrido en enero de 1979, en el cual tras un plan ideado por Pedro García, Eduardo Gordon, Luis Zúñiga y Marcelo Jorquera, los jugadores de la Selección de fútbol sub-20 de Chile concurrieron al Campeonato Sudamericano de 1979 en Paysandú, con identificación falsa, para así ocultar la verdadera edad de estos.

## Historia

### Antecedentes
García fue designado como entrenador de la selección juvenil chilena por el presidente de la Asociación Central de Fútbol de Chile, General Eduardo Gordon, en 1978. Anteriormente, había sido ayudante de Jorge Luco en el Sudamericano de 1975. El entrenador comenzó su preparación con vistas al Sudamericano de 1979 con tres meses de antelación de la cita subcontinental. Realizó una primera citación de 28 jugadores, de los cuales llegaron solo 5 jugadores a la hora, ante lo cual García amagó con renunciar junto a sus colaboradores. Tras la pataleta inicial, la selección fue tomando forma, siendo nominados jugadores como Marco Cornez, Jaime Tejeda, Fernando Astengo, Alfonso Neculñir, Óscar Meneses, Patricio Yáñez, entre otros, quienes formaban la selección Cadete de la Región Metropolitana, además de otros jugadores de a lo largo de Chile, esto con miras al Sudamericano Sub-20 de 1979. Las reglas indicaban que el máximo de edad para el torneo era de 19 años y 6 meses.
Sin embargo, había una idea generalizada que tanto uruguayos como paraguayos hacían trampa, puesto que dentro de sus nóminas existían jugadores que pasaban el límite etario de la competencia, más se indicaba en la prensa que «...(la) cuestión (del límite de edad) que, se asegura, será cuidadosamente controlada».
No queda claro quién tuvo la idea, pero está claro que Pedro García como Enrique Jorquera (Coordinador de Selecciones de Chile) tuvieron que ver con esta decisión. Llevado un mes de trabajo, García convocó a 17 nuevos jugadores a los entrenamientos. Pasaron por Juan Pinto Durán los jugadores Roberto Rojas, José Carlos Quiroz, Atilio Guzmán, Osvaldo Vargas, Jorge Ulloa, Marcelo Pacheco, Edgardo Fuentes, Agustín Villazón, Francisco Ugarte, Osvaldo Hurtado, Óscar Rojas, Juan Carlos Escanilla, Raúl Ormeño, Víctor Soto, Dagoberto Donoso, Juan Carlos Letelier y Mariano Puyol. La incongruencia era tal que Fuentes, Ormeño y Puyol ya habían sido seleccionados por Chile en el Sudamericano anterior. Héctor Hoffens señalo que fue contactado por García para formar parte de la selección pese a no contar con la edad reglamentaria, pero fue amenazado por Fernando Riera, su entrenador en Universidad de Chile, de que si asistía al Sudamericano sería despedido del club por actuar en la farsa, al igual que Sandrino Castec; mientras que Mario Rodríguez aceptó el primer llamado, sin embargo al notar la irregularidad, renunció a la convocatoria. Lizardo Garrido, con 20 años cumplidos, asistió a la primera convocatoria, pero tras analizar la situación, renunció a la selección aduciendo problemas personales.
Tras una serie de amistosos en donde se probó a todos los jugadores, formando una selección A conformada por los nuevos convocados, mientras que la selección B con los convocados originales. Los resultados quedaron a la vista; la selección A marcaba demasiadas diferencias, en contraposición a una débil selección B.
Tras la preparación, García dio la nómina final, en la cual se encontraban 17 jugadores que pasaban el límite de la edad, siendo solo José Luis Álvarez el único que tenía la edad reglamentaria. A los jugadores que quedaron fuera, como a Carlos González, les pidieron que guardaran silencio. A quienes fueron nominados, se les inculcó que esto era «un acto patriótico y si no lo hacían, Chile iba a perder sin remedio», puesto que las demás selecciones hacían lo mismo.  
Nómina del Sudamericano
Fernando Astengo y Óscar Meneses reemplazaron por lesión a Edgardo Fuentes y Mariano Puyol, respectivamente.
| Roberto Rojas         | Arquero            | Aviación             |                    |                    |                    |                    |                    |
| José Quiroz           | Arquero            | O'Higgins            |                    |                    |                    |                    |                    |
| Atilio Guzmán         | Defensa            | Unión Española       |                    |                    |                    |                    |                    |
| Marcelo Pacheco       | Defensa            | Colo-Colo            |                    |                    |                    |                    |                    |
| Edgardo Fuentes       | Defensa            | Palestino            |                    |                    |                    |                    |                    |
| Osvaldo Vargas        | Defensa            | Unión La Calera      |                    |                    |                    |                    |                    |
| Jorge Ulloa           | Defensa            | Lota Schwager        |                    |                    |                    |                    |                    |
| Agustín Villazón      | Defensa            | Unión Española       |                    |                    |                    |                    |                    |
| Francisco Ugarte      | Mediocampista      | Unión Española       |                    |                    |                    |                    |                    |
| Raúl Ormeño           | Mediocampista      | Colo-Colo            |                    |                    |                    |                    |                    |
| Óscar Rojas           | Mediocampista      | Deportes Concepción  |                    |                    |                    |                    |                    |
| Osvaldo Hurtado       | Mediocampista      | Deportes La Serena   |                    |                    |                    |                    |                    |
| Juan Carlos Escanilla | Mediocampista      | Ferroviarios         |                    |                    |                    |                    |                    |
| Iván Soto             | Delantero          | Aviación             |                    |                    |                    |                    |                    |
| Juan Carlos Letelier  | Delantero          | Santiago Wanderers   |                    |                    |                    |                    |                    |
| Mariano Puyol         | Delantero          | Universidad de Chile |                    |                    |                    |                    |                    |
| José Luis Álvarez     | Delantero          | Deportes La Serena   |                    |                    |                    |                    |                    |
| Dagoberto Donoso      | Delantero          | Unión Española       |                    |                    |                    |                    |                    |
| D. T.                 | Pedro García       | Pedro García         | Pedro García       | Pedro García       | Pedro García       | Pedro García       | Pedro García       |
| P. F.                 | Sergio Lillo       | Sergio Lillo         | Sergio Lillo       | Sergio Lillo       | Sergio Lillo       | Sergio Lillo       | Sergio Lillo       |
| Médico                | Juan de Dios Godoy | Juan de Dios Godoy   | Juan de Dios Godoy | Juan de Dios Godoy | Juan de Dios Godoy | Juan de Dios Godoy | Juan de Dios Godoy |
| Psicólogo             | Eduardo Acevedo    | Eduardo Acevedo      | Eduardo Acevedo    | Eduardo Acevedo    | Eduardo Acevedo    | Eduardo Acevedo    | Eduardo Acevedo    |
| Auxiliar Médico       | Juan Flores        | Juan Flores          | Juan Flores        | Juan Flores        | Juan Flores        | Juan Flores        | Juan Flores        |
| Utilero               | Enrique Molina     | Enrique Molina       | Enrique Molina     | Enrique Molina     | Enrique Molina     | Enrique Molina     | Enrique Molina     |
| Asesor Referil        | Alberto Martínez   | Alberto Martínez     | Alberto Martínez   | Alberto Martínez   | Alberto Martínez   | Alberto Martínez   | Alberto Martínez   |

Para lograr adulterar la edad, se necesitaban adulterar pasaportes y carnets de identidad, ante lo cual se contó con la ayuda de la Agencia de viajes Intour, como de funcionarios del Registro Civil de la comuna de San Miguel. Además, para poder obtener la salida del país, los jugadores debieron contar con un permiso notarial por parte de sus padres, lo que llevó a que jugadores, en algunos casos, falsificaran las firmas de estos en el poder notarial. Inclusive, Atilio Guzmán falsificó la firma de su padre, quien había fallecido tres años antes. A los jugadores se les señaló que nunca tendrían el pasaporte en sus manos.
Antes de emprender el viaje al sudamericano, en una charla, el General Gordon aleonó al plantel, para que estos mantuvieran completa reserva de los hechos, además de informar a cierta parte de la prensa, pidiéndoles que guardaran un silencio cómplice de la situación, escudándose en que otras selecciones también lo hacían. La Revista Estadio, antes de que viajaran a Uruguay, publicó que todos los miembros del plantel tenían 18 años; pese a que en ediciones anteriores había entrevistado a Marcelo Pacheco, señalando su verdadera fecha de nacimiento. 

### Sudamericano
Con la selección ya en Paysandú, el debut de La Rojita estaba programado para el 12 de enero de 1979 frente a Paraguay quien contaba entre sus filas con Rogelio Delgado, Julio César Romero, Roberto Cabañas y Néstor Isasi, partido que terminó con un resultado de 0:6 a favor de la albirroja. En los comentarios postpartido, muchos de los jugadores chilenos indicaron que uno de los argumentos de la goleada era que sus rivales paraguayos estaban pasados algunos años en edad, lo que se transformó en un reclamo formal por parte de la delegación chilena.
Para el segundo partido ante el combinado de Brasil, pese a presentar una mejora futbolística, fue otra derrota 0:1, quedando prácticamente eliminado en la clasificación al Mundial de la categoría.
Siguiendo con la denuncia presentada por Chile tras la derrota ante Paraguay, la Conmebol revisó los datos de la delegación chilena, en donde encontró que las fichas de Edgardo Fuentes y Mariano Puyol no coincidían con las que fueron presentadas el Sudamericano anterior, dos años antes. Antes esto, García los sacó de la nómina por lesión, llamando en su lugar a Fernando Astengo y Óscar Meneses.
La explosión vino al día siguiente. El enviado especial al Sudamericano del diario La Tercera, Carlos Jimeno, indicó que varios jugadores del plantel chileno habían visitado un prostíbulo de la ciudad. «Estábamos en la sobremesa del almuerzo previo al debut en un restaurante de Paysandú, llamado "El Kiwi", cuando empezó un desfile de jugadores ante Pedro García. Todos decían que tenían que llevar una carta para la familia al correo y obtenían el permiso. Yo despachaba desde el diario El Telégrafo, y esa noche un periodista me comentó el tema. Fuimos al lugar y efectivamente habían quedado registrados», indicó Jimeno. Después, se identificó a uno de los jugadores que visitó el lugar, el colocolino Marcelo Pacheco. Raúl Ormeño señaló que junto a su compañero Francisco Ugarte fueron a buscar al local a los 3 compañeros que habrían sido descubiertos en la indisciplina.
En Santiago, entrevistado por un diario, el presidente de Colo Colo, Luis Alberto Simián, afirmó que Raúl Ormeño estaba pasado del límite reglamentario de edad. También, tras ser desafectado, Edgardo Fuentes indicó que «Ya antes de partir sabía que no podía jugar. pero me convencieron». Tras esto, reveló que su fecha de nacimiento era el 18 de agosto de 1958, es decir, que a la fecha del sudamericano contaba con 20 años y 6 meses.
En Uruguay, García indicó que todo era una exageración, mientras que Gordon indicó que, si bien hubo indisciplina, lo de los Pasaportes era una cortina de humo para tapar los malos resultados.
En cancha, Chile logró triunfar 2:0 ante Colombia y 5:1 ante Bolivia, quedando con el tercer lugar en su grupo, lo que le daba la chance de pelear un puesto para los Juegos Panamericanos de 1979 ante Perú, partido que terminó con victoria para La Roja por 3:1.

| 12 de enero de 1979 | Paraguay | 6:0 | Chile | Parque Artigas, Paysandú |  |

| 14 de enero de 1979 | Brasil | 1:0 | Chile | Parque Artigas, Paysandú |  |

| 19 de enero de 1979 | Chile | 2:0 | Colombia | Parque Artigas, Paysandú |  |

| 22 de enero de 1979 | Chile | 5:1 | Bolivia | Parque Artigas, Paysandú |  |

Definición 5º Cupo Juegos Panamericanos San Juan 79
| enero de 1979 | Chile | 3:1 | Perú | Parque Artigas, Paysandú |  |

Tras estas declaraciones, el entonces Director del Servicio de Registro Civil e Identificación, José Bernales, ordenó un sumario administrativo con la finalidad de determinar la veracidad del hecho y los responsables de este. Se descubrió que 17 de los 18 viajeros tenían papeles adulterados, ante lo cual se interpuso una Querella en el Juzgado del Crimen de San Miguel, patrocinada por el propio Bernales. La dictadura militar no nombró un Ministro en Visita, toda vez que también había estallado el caso de la falsificación de pasaportes de dos agentes de Dina, Armando Fernández Larios y Michael Townley, involucrados directamente en el asesinato de Orlando Letelier, ante lo cual se decidió mantener este caso en un bajo perfil.

### Post Sudamericano
Terminada la participación del conjunto chileno en el Sudamericano, en el retorno del equipo vía aérea (vuelo con escalas en las ciudades argentinas de Buenos Aires, Córdoba y Mendoza) Enrique Jorquera propuso quemar los pasaportes falsificados, pero luego se optó por ingresar al país mostrando las cédulas de identidad, que también estaban adulteradas. 
Al llegar el combinado nacional al Aeropuerto de Santiago, estos fueron detenidos por Carabineros, tras la orden judicial emanada por el Juzgado de San Miguel, junto a Ernesto Jorquera y Pedro García. Sólo no fueron detenidos Óscar Meneses, Fernando Astengo y José Luis Álvarez, quienes contaban con su documentación en regla. José Luis Álvarez indicó que «Llegamos al aeropuerto de regreso a Chile y (Carabineros) nos agarraron apenas bajamos [...] El famoso general Gordon dejó la cagada».
El diario La Tercera reveló las verdaderas edades del plantel, con un miembro del plantel ad portas de cumplir 23 años, dos con 22 años, seis jugadores con 21 años, cinco con 20 años y cuatro con sobre los 19 años.
| José Luis Álvarez     | 18 | 2  |
| Óscar Meneses         | 18 | 11 |
| Fernando Astengo      | 19 | 1  |
| Mariano Puyol         | 19 | 8  |
| Juan Carlos Letelier  | 19 | 8  |
| Francisco Ugarte      | 19 | 10 |
| Óscar Rojas           | 20 | 3  |
| Edgardo Fuentes       | 20 | 6  |
| Jorge Ulloa           | 20 | 6  |
| Raúl Ormeño           | 20 | 7  |
| Marcelo Pacheco       | 20 | 10 |
| Osvaldo Hurtado       | 21 | 3  |
| Osvaldo Vargas        | 21 | 4  |
| Atilio Guzmán         | 21 | 5  |
| Roberto Rojas         | 21 | 6  |
| Juan Carlos Escanilla | 21 | 10 |
| Agustín Villazón      | 21 | 11 |
| Dagoberto Donoso      | 22 | 2  |
| José Quiroz           | 22 | 5  |
| Iván Soto             | 22 | 9  |
| 1.                    |    |    |

Eduardo Gordon y Alberto Mela, quien estaba a cargo de la delegación, se desligaban completamente, culpándose mutuamente del ardid. Los jugadores fueron declarados reos, quedando incomunicados en celdas individuales por 5 días, en la Penitenciaría de Santiago, donde mataban el tiempo jugando fútbol contra los funcionarios del penal.
Los jugadores detenidos prestaron declaración ante el Juez Patricio Abrego Diamantti, indicando que no sabían qué habían firmado, que era un papel en blanco, pero entraron en contradicciones manifiestas. La familia de estos pedían que se esclareciera el caso, indicando que se persiga a los verdaderos culpables. El juez, impasible, les dijo, uno a uno, que ya eran mayores de edad y que deberían responder por sus culpas. Varios de los futbolistas, angustiados por el encierro y la incomunicación, se quebraron hasta el llanto. Juan Carlos Letelier comentó sobre la situación: «Estuve once días en la Penitenciaría, incomunicado y en una celda de un metro. Con mis padres, que iban de Viña a verme a ese infierno, sufrimos mucho. Quise dejar el fútbol…» reveló en 2014.
Luego, los jugadores confesaron haber sido visitados por Eduardo Gordon en Juan Pinto Durán, quien dio a conocer, en una reunión secreta y con el cuerpo técnico, los detalles del plan y solicitarles sigilo sobre este. Mientras que García dijo ante el Juez desconocer del tema, su preparador físico, Sergio Lillo, afirmó que el 15 de diciembre de 1978, semanas antes del torneo, ya sabían que el plantel estaba pasado en la edad reglamentaria. 
Tras pasar doce días detenidos, los jugadores fueron dejados en libertad por la Primera Sala de la Corte de Apelaciones de Santiago. En libertad, algunos declararon haber recibido «el pago de Chile», inclusive Marcelo Pacheco defendió su actuar en una entrevista con Revista Estadio.
A los demás detenidos, les costó más salir en libertad, puesto que estuvieron 37 días incomunicados, hasta obtener su libertad. El juez Abrego ordenó la prohibición de informar, medida que estuvo vigente por poco más de un año.

### Castigos
Casi 4 años después de los hechos, el 26 de noviembre de 1982, se dictó sentencia: 
- Pedro García fue condenado a 1084 días de reclusión en calidad de autor del delito de falsificación de instrumento público y pasaporte. El Entrenador cometió el delito «ubicando a personas que podían ayudarle a obtener cédulas de identidad y pasaportes adulterados de los jugadores nominados». García no debió volver a la cárcel, aunque cada vez que salía del país debía solicitar permiso a los Tribunales.
- Enrique Jorquera, Manuel Rodríguez y Claudio Miranda también fueron condenados. Miranda recibió 2 años y un día de presidio menor en su grado Máximo.
- Miguel Moya fue absuelto.
- General Eduardo Gordon fue enviado por la dictadura militar como embajador en Nicaragua. No fue procesado por la justicia.

## Luego del escándalo
- García consiguió rápidamente trabajo, haciendo carrera tanto a nivel nacional como internacional, llegando el año 2001 a hacerse cargo de la Selección chilena Adulta, en donde sólo logró 3 victorias en 12 partidos, obteniendo el apodo de Pierdo García. También hizo carrera como comentarista Televisivo.
- La mayoría de los jugadores involucrados en el caso se reintegraron a sus equipos. En el caso de algunos, como Roberto Rojas, Pacheco, Vargas, Óscar Rojas, Astengo, Osvaldo Hurtado, Ormeño y Letelier fueron seleccionados adultos. Otros, como Puyol, Ugarte y Fuentes tuvieron destacadas carreras a nivel nacional e internacional.
- El denunciar el hecho le pasó la cuenta al defensa Edgardo Fuentes, quien pese a tener una destacada campaña a nivel local y en el fútbol mexicano, solo jugó un partido con la selección adulta.[10]
- Roberto Rojas, quien indicó que «Todos sabíamos de la falsificación de pasaportes, y cuando digo que todos sabíamos, me refiero a directivos, jugadores y cuerpo técnico», tuvo una destacada carrera futbolística, siendo considerado de los mejores arqueros a nivel mundial y de la historia de Chile. Más, tuvo un gran historial de polémicas, coronada en 1989 con el Maracanazo de la selección chilena, donde también estuvo involucrado Fernando Astengo.